# Eupithecia quercetica
Eupithecia quercetica là một loài bướm đêm trong họ Geometridae.